# 판노니아해

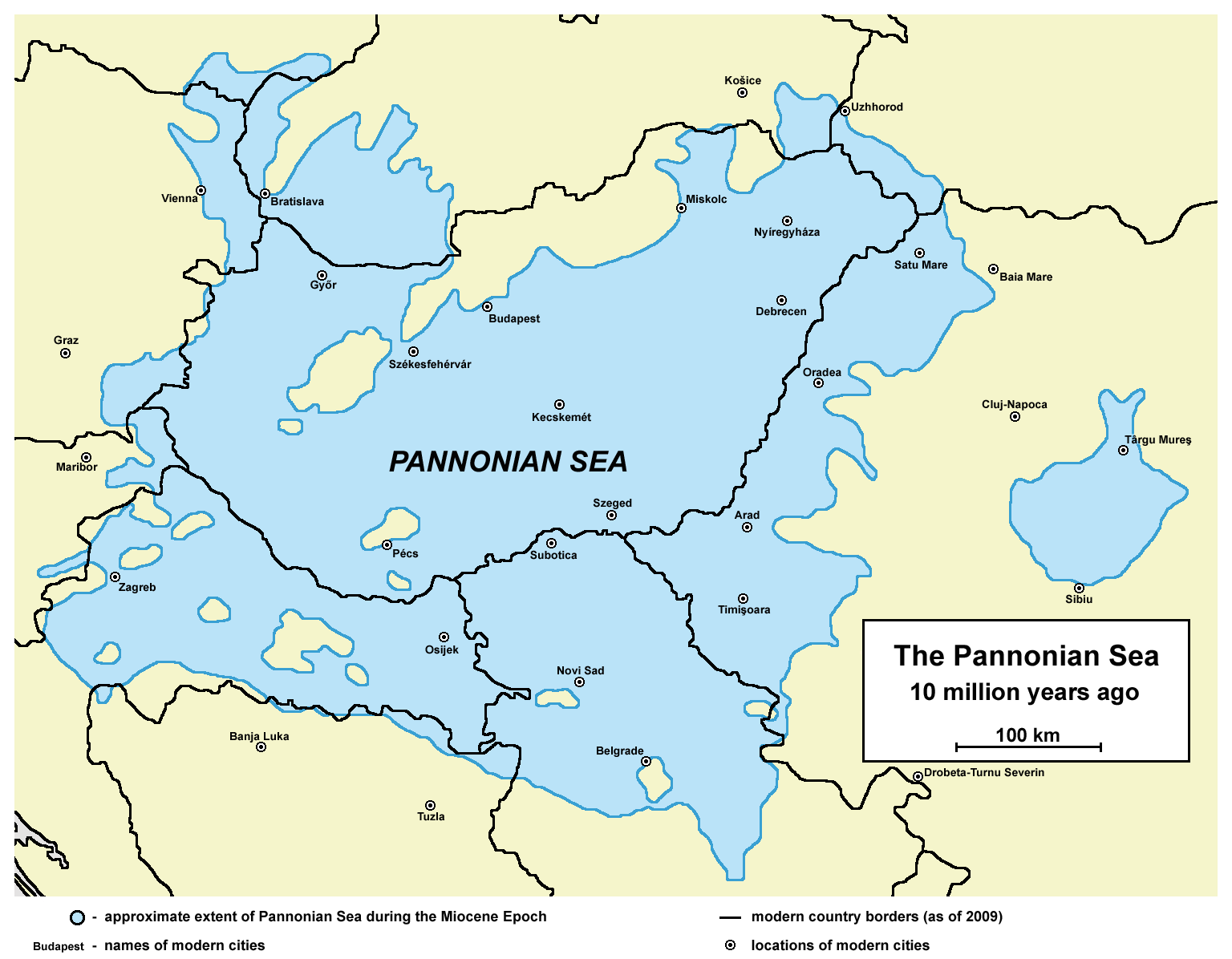
마이오세 시대의 판노니아해와 현대의 국경 및 도시

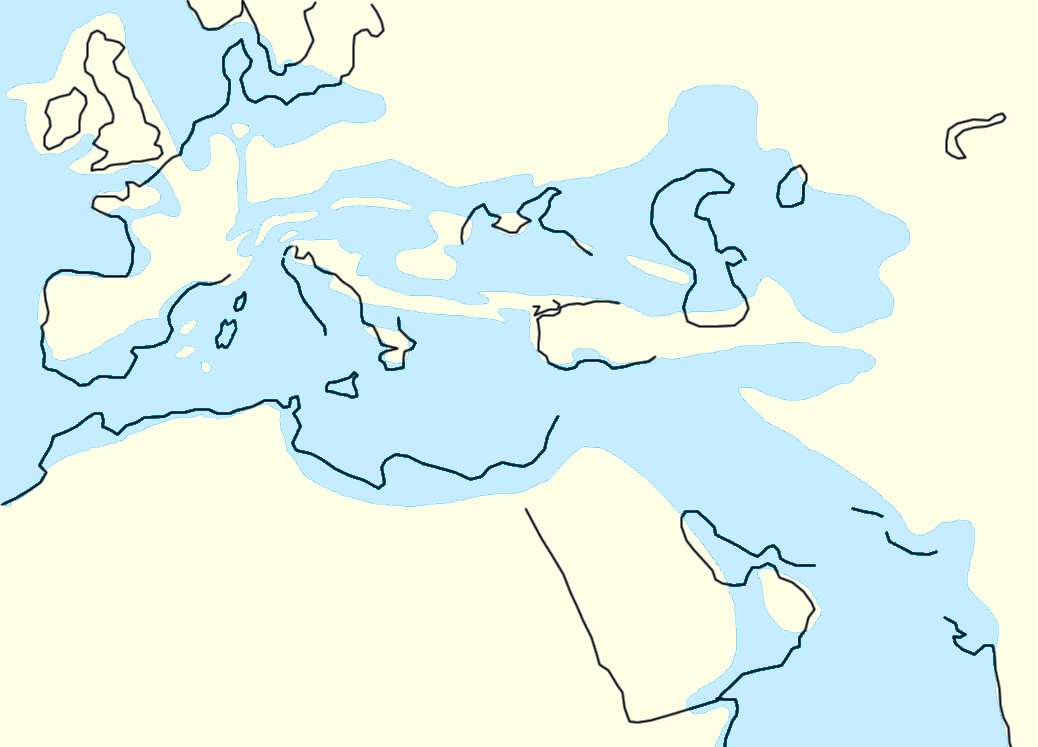
올리고세 루펠절 시대의 파라테티스해의 해안선

판노니아해는 현재의 중앙유럽 판노니아 평원에 존재했던 고대의 바다이다. 마이오세부터 플리오세까지 존재했으며 이 기간 동안에 판노니아 평원에는 3km ~ 4km에 달하는 해양 퇴적물이 쌓였다.
판노니아해는 마이오세 후기(약 1,000만년 전)에 분열된 파라테티스해의 일부였으며 리구리아해, 바이에른, 빈 분지를 통해 지중해와 연결되어 있었다. 철문을 통해 왈라키아, 흑해 분지에 있던 다른 바다와 연결되어 있었다. 세르비아 남부까지 퍼져 있었고 모라바강 계곡을 통해 에게해와 연결되어 있었다.
판노니아해는 약 900만년까지 존재했으며 플라이스토세 중기에 소멸되었다. 판노니아해에 있던 물은 현재의 도나우강의 철문을 통해 빠져나갔고 나중에 광대한 판노니아 평원을 형성하게 된다.